# Деркач африканський
Деркач африканський (Crecopsis egregia) — вид журавлеподібних птахів родини пастушкових (Rallidae). Поширений в Африці.

## Поширення
Птах гніздиться в більшості країнах Африки південніше Сахари від Сенегалу на схід до Кенії та на південь до ПАР, за винятком посушливих районів на південному заході Африки. Мешкає у вологих або болотистих луках від рівня моря до 2000 м.

## Опис
Птах завдовжки 20-23 см, вагою 121—141 г, розмах крил 40-42 см. Самиці трохи менші. Верх буро-рябий, голова має вузьку смужку над очима, вушні раковини, груди та ноги сірі, боки та живіт горизонтально смугасті чорно-білі. Зеленувато-сірий дзьоб має помаранчево-червону основу. Молодий птах блідий, з менш помітною смугою над очима; дзьоб, вушні раковини та горло коричневі.

## Спосіб життя
Харчується дощовими черв'яками, молюсками, комахами і личинками термітів, мурахами, жуками і кониками, а також жабами. Розмноження відбувається під час сезону дощів, у Сенегалі в липні, у Сьєрра-Леоне між червнем і серпнем, у Гані у квітні, у Нігерії між липнем і вереснем і на півдні Танзанії між жовтнем і травнем.